# Старухин, Семён Васильевич
Стару́хин, Семён Васи́льевич (30 апреля 1916, с. Петровское, Харьковская область — 26 сентября 1987, г. Петропавловск, Северо-Казахстанская область) — советский учёный, специалист в области машиностроения, кандидат технических наук, автор и соавтор изобретений «Зубчатая роликовая передача». Его научные труды и исследования были связаны с разработкой горнодобывающих машин.

## Биография
Старухин Семён Васильевич, родился 30 апреля 1916 году в с. Петровском, Петровского района Харьковской области. До революции 1917 года его родители занимались сельским хозяйством, после — сельским хозяйством и кустарным ремеслом.
На месте жительства окончил семилетку, поступил в Изюмский техникум механизаций и электрификации сельского хозяйства, который окончил в 1934 году. После окончания техникума работал в совхозах Сталинской и Ворошиловградской областей в качестве механика и нормировщика.
В конце 1937 поступил на 4-й курс Донецкого индустриального рабочего факультета, окончив его в 1938 году, поступил в Донецкий индустриальный институт, где учился до момента временной оккупации.
После эвакуации института был направлен на трудовой фронт в г. Красноармейск, который был оккупирован. Во время оккупации работал в г.Сталин в управлении МТС в должности инженера по оборудованию и в г. Славянске — инженером МТС. Из г.Славянска оккупанты угнали его на запад. В Германии работал в качестве рабочего. 17 апреля 1945 года был освобождён войсками союзников. В мае 1945 года репатриирован нашими войсками в Советскую зону оккупации, где работал в штабе пункта по репатриации Советских граждан на Родину. После закрытия пересыльного пункта в Гёрлице вместе с его штабом, в декабре 1945 года вернулся на Родину.
В марте 1946 года поступил на Сталинский завод им. 15 лет ЛКСМУ, где работал в качестве инструктора-лаборанта и заведующего учебной части УКК до 13 декабря 1948 года. Одновременно 1 сентября 1948 г. Поступил на 4-й курс Донецкого индустриального института, который окончил в июне 1950 года.
С 13 июля 1950 г. по 29 декабря 1953 г. Работал в качестве заместителя начальника ремонтного цеха, заведующего бюро оборудования ОГМ и исполняющего обязанности главного механика завода им. Пархоменко в Караганде.
В декабре 1953 года согласно решению сентябрьского пленума ЦК КПСС был направлен на работу в Киевскую МТС на должность инженера — контролёра, а затем 15 июня 1955 г. Главным инженером Карагандинской МТС.
10 июня 1957 года переведён на должность Главного инженера Управления МТС Облсельхозуправления в Караганде.
В 1981 году от Карагандинского политехнического института был направлен в г. Петропавловск для укрепления филиала КарПТИ и улучшения качества подготовки специалистов. Где и проработал до пенсии.
Семья: Жена — Екатерина Ипполитовна. В браке рождены две дочери: Тубольцева Светлана Семёновна 1940 г.р. и Кан Татьяна Семёновна 1953 г.р.

## Награды и звания
- 11 января 1957 г. Указом Президиума Верховного Совета СССР награждён орденом «Знак почёта»
- 9 мая 1957 г. В соответствии с Указом Президиума Верховного Совета СССР от 20 октября 1956 г. от имени Президиума Верховного Совета СССР награждён медалью «За освоение целинных земель»
- 23 марта 1959 г. являлся участником всесоюзной сельскохозяйственной выставки 1959 года и награждён медалью «Участник ВСХВ»
- 27 марта 1970 г. награждён юбилейной медалью «За доблестный труд. В ознаменования 100-летия со дня рождения Владимира Ильича Ленина»
- 14 ноября 1974 г. Постановлением коллегии минвуза КазССР, Республиканского комитета профсоюза работников Просвещения, высшей школы и научных учреждений награждён знаком «Победитель социалистических соревнований 1974 года»
- 1974 г. За внедрение изобретения, которое было создано после 1973 года вручён нагрудный знак «Изобретатель СССР».
- 24 января 1983 г. за долголетний добросовестный труд от имени Президиума Верховного Совета СССР награждён медалью «Ветеран труда»

## Основные труды
1. Учебное пособие «Зубчато-роликовые передачи», состоит из двух частей.
- Первая часть под названием «Краткая история развития зубчатых передач с расчётами их на прочность» изд. Министерство народного образования Казахской ССР Республиканский издательский кабинет по учебной и методической литературе, Алмата 1991.
- Часть вторая под названием «Зубато-роликовые передачи» изд. Министерство народного образования Казахской ССР Республиканский издательский кабинет по учебной и методической литературе, Алмата 1991.

Первая часть книги «Краткая история развития зубчатых передач с расчётами их на прочность» включает в себя сведения из истории развития эвольвентных передач, передач с зацеплением М. Л. Новикова, также даны в хронологической последовательности методики расчёта их на прочность. Вторая часть книги описывает: теорию зубчато-роликового зацепления, методику расчёта на прочность, результаты испытания и конструирования, а также технологию изготовления зубчато-роликовых передач. Изложенный материал сопровождается подробными примерами расчётов.
Примечание: Главы I и IV написаны Старухиным С. В. и Беляевым А. Е. а часть первая и глава II второй части написаны Тубольцевой С. С. и Оразовым К. О. Глава VI написана совместно.

## Изобретения
- 1. Изобретение СССР № 439653, «Зубчатая роликовая передача», заявитель изобретения: Карагандинский политехнический институт, зарегистрировано Государственном реестре изобретений Союза ССР 19 апреля 1974 г. Автор. Старухин Семён Васильевич
- 2. Дополнительное изобретение СССР № 450046, к изобретению № 439653 «Зубчатая роликовая передача», заявитель изобретения: Карагандинский политехнический институт, зарегистрировано в Государственном реестре изобретений Союза ССР 19 июля 1974 г. Соавторы: Дипнер Альфред Иосифович, Старухин Семён Васильевич, Игнатов Сергей Николаевич, Ольштынский Павел Васильевич, Тубольцева Светлана Семёновна.